# Сильви
Си́льви (итал. Silvi) — Город в Италии, расположен в регионе Абруццо, подчиняется административному центру Терамо.
Население составляет 15 250 человек (на 2004 г.), плотность населения составляет 719 чел./км². Занимает площадь 20 км². Почтовый индекс — 64028, 64029, 64030. Телефонный код — 085.
Покровителем коммуны почитается святой Лев, празднование 29 мая.